# Том ван Берген
Том ван Бе́рген (нід. Thom van Bergen; нар. 6 січня 2004, Гарен) — нідерландський футболіст, нападник клубу «Гронінген».

## Клубна кар'єра
Виступав за молодіжну команду «Горехт», а 2015 року приєднався до академії «Гронінгена». 23 грудня 2022 року підписав з клубом свій перший професіональний контракт, що розрахований до червня 2025 року. 8 січня 2023 року дебютував в основному складі «Гронінгена» в матчі Ередивізі проти «Ексельсіора», вийшовши в стартовому складі. У своєму дебютному сезоні провів 13 поєдинків клуб, який у підсумку вибув з еліти.
21 липня 2023 року продовжив контракт з «Гронінгеном» до літа 2026 року з опцією продовження ще на один сезон. 11 серпня в матчі проти команди «Йонг Аякс» дебютував в Еерстедивізі. 22 вересня 2023 року в поєдинку проти «Гелмонд Спорт» забив свій перший гол за «Гронінген». Всього в сезоні 2023–24 відзначився 9 м'ячами у 41 матчі за «Гронінген», допомігши команді посісти 2-е місце та підвищитися в класі.
17 серпня 2024 року в матчі проти «Валвейка» вперше відзначився м'ячем в Ередивізі.

## Кар'єра в збірній
У вересні 2024 року отримав виклик в збірну Нідерландів до 21 року, за яку дебютував 10 жовтня в товариському матчі проти збірної Мескики.
В травні 2025 року потрапив в заявку збірної до 21 року на молодіжний чемпіонат Європи в Словаччині. На турнірі провів п'ять матчів, відзначившись м'ячем проти збірної України, а його команда дійшла до півфіналу, де поступилась англійцям.

## Статистика виступів
Станом на 10 серпня 2025
| Клуб              | Сезон             | Чемпіонат         | Чемпіонат | Чемпіонат | Кубок | Кубок | Єврокубки | Єврокубки | Інші  | Інші | Всього | Всього |
| Клуб              | Сезон             | Дивізіон          | Матчі     | Голи      | Матчі | Голи  | Матчі     | Голи      | Матчі | Голи | Матчі  | Голи   |
| ----------------- | ----------------- | ----------------- | --------- | --------- | ----- | ----- | --------- | --------- | ----- | ---- | ------ | ------ |
| Гронінген         | 2022–23           | Ередивізі         | 12        | 0         | 1     | 0     | —         | —         | —     | —    | 13     | 0      |
| Гронінген         | 2023–24           | Еерстедивізі      | 36        | 9         | 5     | 0     | —         | —         | —     | —    | 41     | 9      |
| Гронінген         | 2024–25           | Ередивізі         | 34        | 5         | 2     | 0     | —         | —         | —     | —    | 36     | 5      |
| Гронінген         | 2025–26           | Ередивізі         | 1         | 0         | 0     | 0     | —         | —         | 0     | 0    | 1      | 0      |
| Всього за кар'єру | Всього за кар'єру | Всього за кар'єру | 83        | 14        | 8     | 0     | 0         | 0         | 0     | 0    | 91     | 14     |